# Parapionosyllis gestans
Parapionosyllis gestans är en ringmaskart som först beskrevs av Pierantoni 1903.  Parapionosyllis gestans ingår i släktet Parapionosyllis och familjen Syllidae. Arten har ej påträffats i Sverige. Inga underarter finns listade i Catalogue of Life.